# Доргалі
Доргалі, Дорґалі (італ. Dorgali, сард. Durgali) — муніципалітет в Італії, у регіоні Сардинія,  провінція Нуоро.
Доргалі розташоване на відстані близько 310 км на південний захід від Рима, 130 км на північ від Кальярі, 22 км на схід від Нуоро.
Населення — 8584 особи (2014).
Щорічний фестиваль відбувається 25 листопада. Покровитель — Santa Caterina d'Alessandria.

## Демографія
Населення за роками:

Станом на 1 січня 2023 року в муніципалітеті офіційно проживали 192 іноземці з 33 країн, серед них 86 громадян країн Євросоюзу та 1 громадянин України.

## Сусідні муніципалітети
- Баунеї
- Гальтеллі
- Лула
- Нуоро
- Ольєна
- Оргозоло
- Орозеї
- Оруне
- Урцулеї